# Brand New Eyes
Brand New Eyes utgavs den 29 september 2009 och är det tredje studioalbumet av Paramore. Albumet producerades av Rob Cavallo och spelades in i Hidden Hills, Kalifornien mellan januari och mars 2009. Brand New Eyes är det sista studioalbumet som spelats in med originalmedlemmarna, bröderna Josh och Zac Farro har nu lämnat bandet.

## Låtlista
Alla låtar är skrivna och komponerade av Hayley Williams och Josh Farro, där inget annat anges. 
| 1.           | Careful                                    | 3:50  |
| 2.           | Ignorance                                  | 3:39  |
| 3.           | Playing God (Williams, Farro, Taylor York) | 3:03  |
| 4.           | Brick by Boring Brick                      | 4:14  |
| 5.           | Turn It Off                                | 4:20  |
| 6.           | The Only Exception                         | 4:28  |
| 7.           | Feeling Sorry (Williams, Farro, York)      | 3:05  |
| 8.           | Looking Up (Williams, Farro, York)         | 3:29  |
| 9.           | Where the Lines Overlap                    | 3:19  |
| 10.          | Misguided Ghosts (Williams, Farro, York)   | 3:02  |
| 11.          | All I Wanted (Williams, York)              | 3:49  |
| Total längd: | Total längd:                               | 40:18 |

| 12. | Decode (Williams, Farro, York) | 4:22 |

| 12. | Ignorance (Acoustic)               | 3:40 |
| 13. | Where the Lines Overlap (Acoustic) | 3:12 |

| 1. | Ignorance (Acoustic)             | 3:40 |
| 2. | Brick by Boring Brick (Acoustic) | 4:22 |
| 3. | Turn It Off (Acoustic)           | 3:47 |

### Limited Edition - Bonus DVD
1. Making The Album (Documentary) - 30:00
2. In Studio Footage
3. Interviews
4. Paramore.net Episodes:
  - (Cocky) Basketball
  - Ping Pong
  - Cribz, Part 1
  - Cribz, Part 2
  - Zac And Kevin
  - Z And T Presents "Baby Come Back 2 Me"
5. Photo Gallery (Exclusive In Studio)